# Jeep Liberty

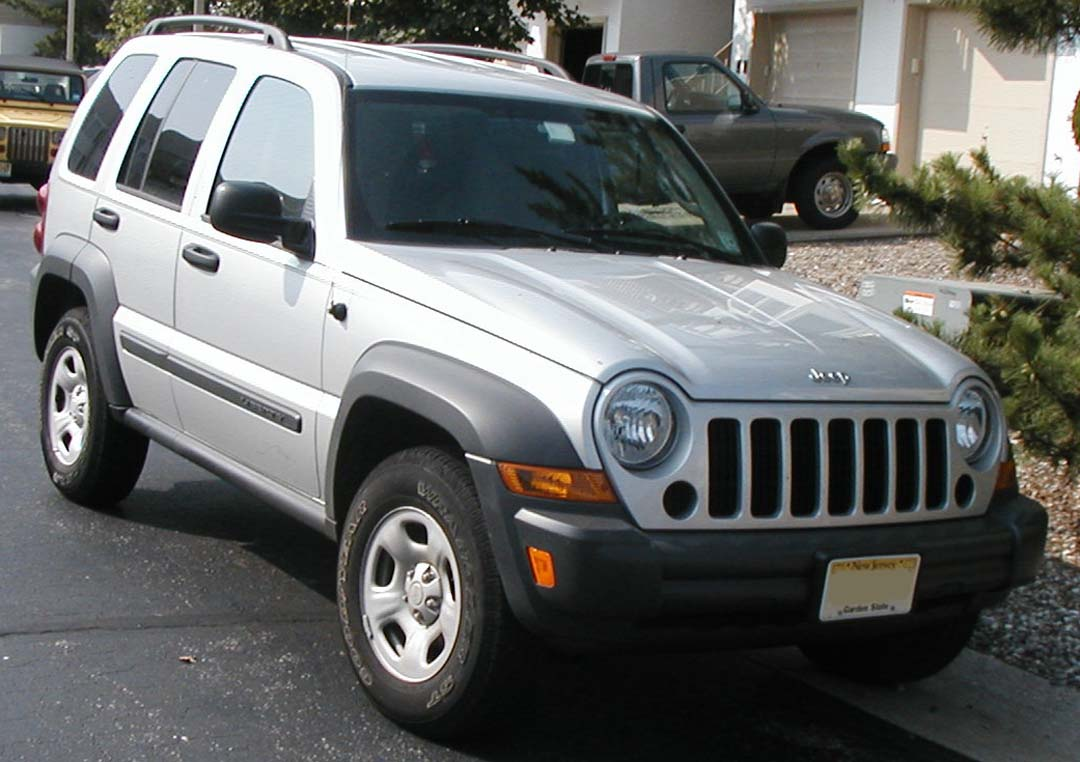
Jeep Liberty (KJ), 1ª geração,(2002-2007).

O Jeep Liberty, ou Jeep Cherokee (KJ/KK) fora da América do Norte foi um utilitário esportivo compacto, produzido pela Jeep entre 2002 e 2013. Introduzido como um substituto para o Cherokee (XJ), o Liberty tinha um preço entre o Wrangler e o Grand Cherokee. Foi o menor dos SUVs de 4 portas até os veículos Compass e Patriot de 4 portas chegarem em 2007. Como o (XJ) Cherokee, o Liberty apresentava construção de corpo único. Foi montado na fábrica de montagem norte de Toledo nos Estados Unidos e em outros países, incluindo Egito e Venezuela. O Liberty interrompeu a produção em 16 de agosto de 2012. A próxima geração restaurou a placa de identificação anterior do Jeep Cherokee, que era sempre usada fora da América do Norte, sendo sucedido pelo Cherokee (KL). Era menor que o Jeep Commander, que tinha o design parecido.

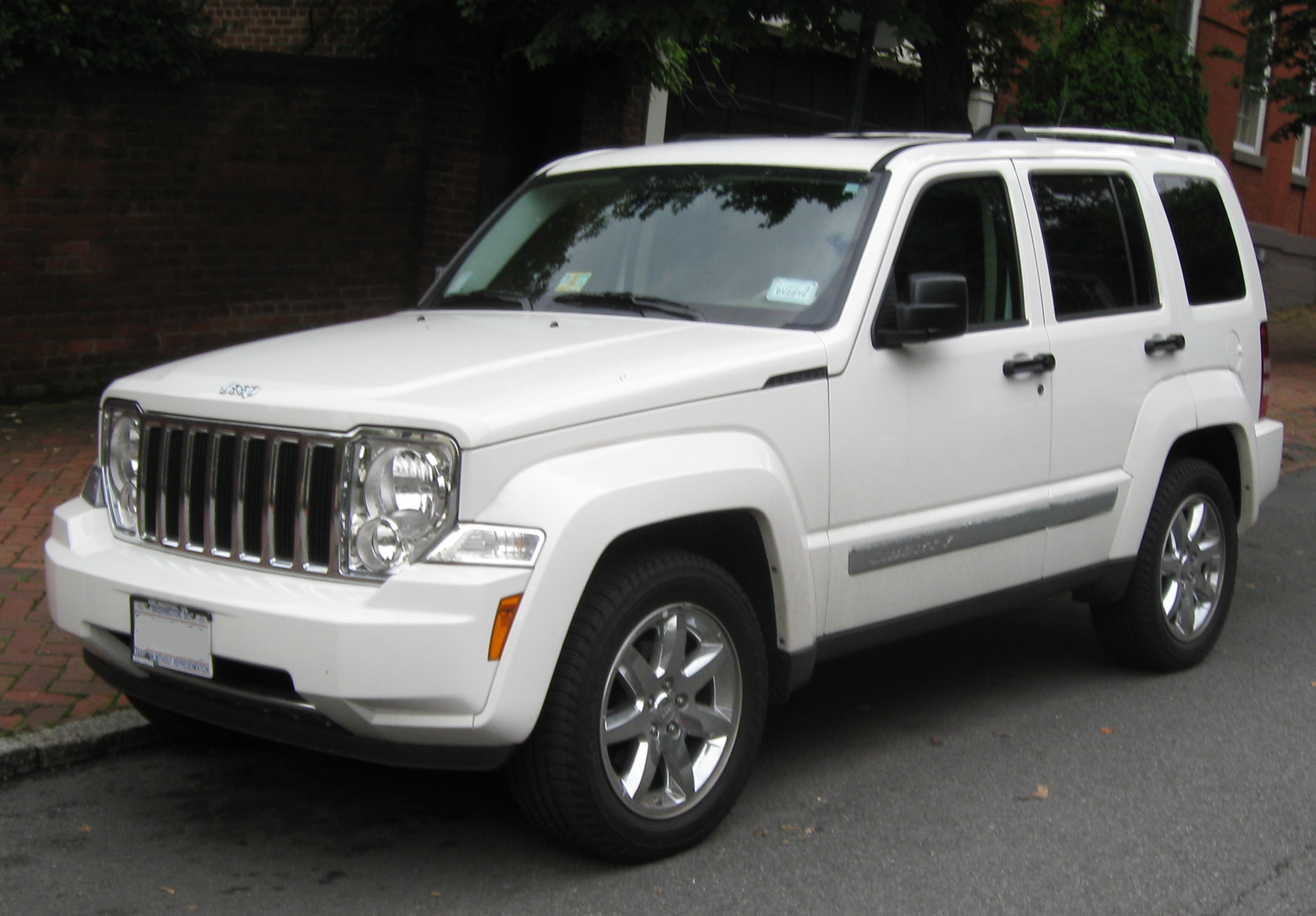
Jeep Liberty (KK), 2ª geração, 2008-2013.